# Uganda i olympiska sommarspelen 1992
Uganda deltog i de olympiska sommarspelen 1992 med en trupp, men ingen av landets deltagare erövrade någon medalj.

## Friidrott
Herrarnas 100 meter
- Joel Otim
  - Heat — 10,94 (→ gick inte vidare)

Herrarnas maraton
- Michael Lopeyok — 2:42,54 (→ 82:a plats)

Damernas 800 meter
- Edith Nakiyingi
  - Heat — 2:03,55 (→ gick inte vidare)